# Pascal Baills
Pascal Baills (født 30. september 1964 i Perpignan, Frankrig) er en tidligere fransk fodboldspiller (forsvarer).
Baills tilbragte hele sin karriere i den hjemlige liga, hvor han primært var tilknyttet Montpellier, der var hans klub i hele 13 sæsoner. Han var med til at sikre klubben den franske pokaltitel i 1990. Han spillede også en enkelt sæson hos lokalrivalerne fra Olympique Marseille, som han vandt det franske mesterskab med i 1992.
Baills spillede desuden én kamp for Frankrigs landshold, en EM-kvalifikationskamp mod Albanien 30. marts 1991.

## Titler
Ligue 1
- 1992 med Olympique Marseille

Coupe de France
- 1990 med Montpellier HSC